# Exocètids
Els exocètids (Exocoetidae) són una família de peixos teleostis de l'ordre dels beloniformes, marins, que consta d'unes 64 espècies agrupades en 9 gèneres. Són notables perquè poden planar fora de l'aigua, per la qual cosa s'anomenen peixos voladors, o sorells voladors (l'espècie Cheilopogon heterurus). N'hi ha en tots els principals oceans, particularment en les aigües tropicals i subtropicals de l'oceà Atlàntic, Pacífic i Índic. També n'hi ha a la mar Mediterrània, com els del gènere Hirundichthys (orenyola).

## Etimologia
Exocoetidae deriva del grec: εξωκοιτος de 'εξω = "fora" i κειμαι = "estic tombat", aplicat a alguns peixos voladors que es creia que es tombaven a dormir sobre la platja (segons explica Plini el Vell).
El míssil guiat Exocet també deriva del mateix mot.

## Característiques
La seva característica més cridanera és la seva anatomia de les aletes pectorals. les quals són inusualment grans i fan a aquesta família de peixos capaces d'escapar dels depredadors saltant fora de l'aigua, fent un breu vol (de fet planen) per sobre la superfície de l'aigua. Aquests vols poden fer de 50 a 400 m de distància.

## Mecanisme de planatge
Per planar fora de l'aigua, el peix mou la cua fins a 70 vegades per segon, la qual "vibra" per a produir prou velocitat per emergir a la superfície. Estén les seves aletes pectorals i les inclina lleugerament cap avall per planar en l'aire. Pot anar a més de 70 km per hora.

## Dieta
Els Exocoetidae s'alimenten principalment de plàncton Entre els seus depredadors hi ha dofins, túnids, ocells, etc. Són comestibles també pels humans especialment al Japó (per exemple en sushi) Vietnam i Barbados

## Galeria

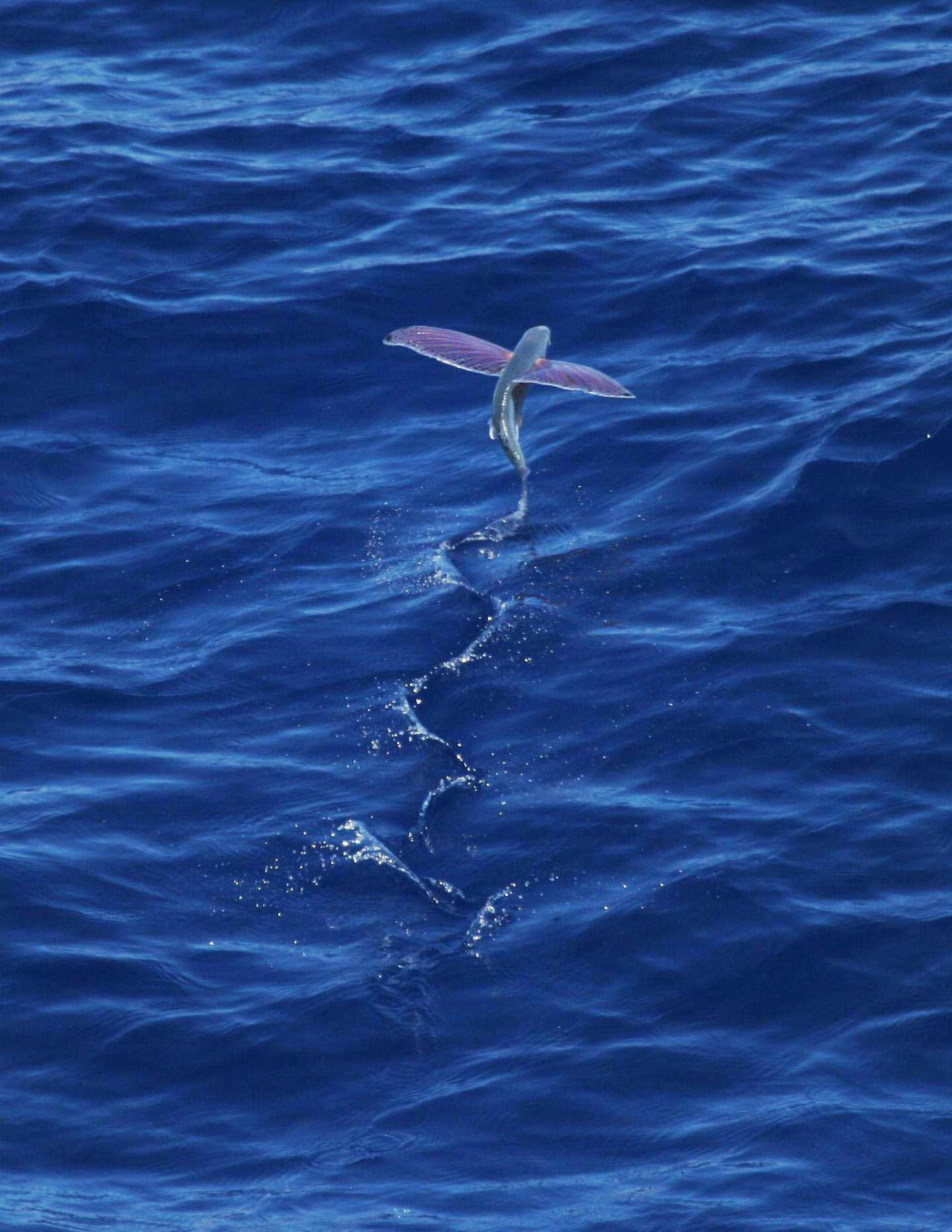
Peix volador envolant-se
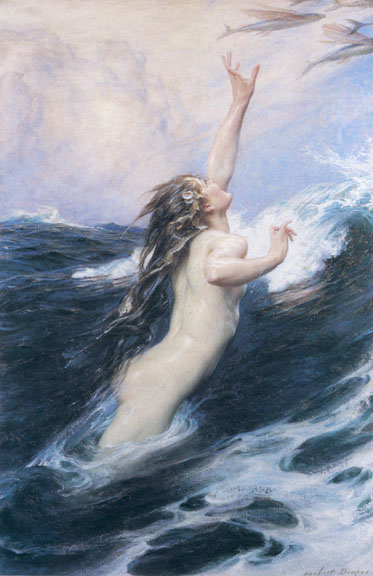
Peix volador, per Herbert James Draper, 1910
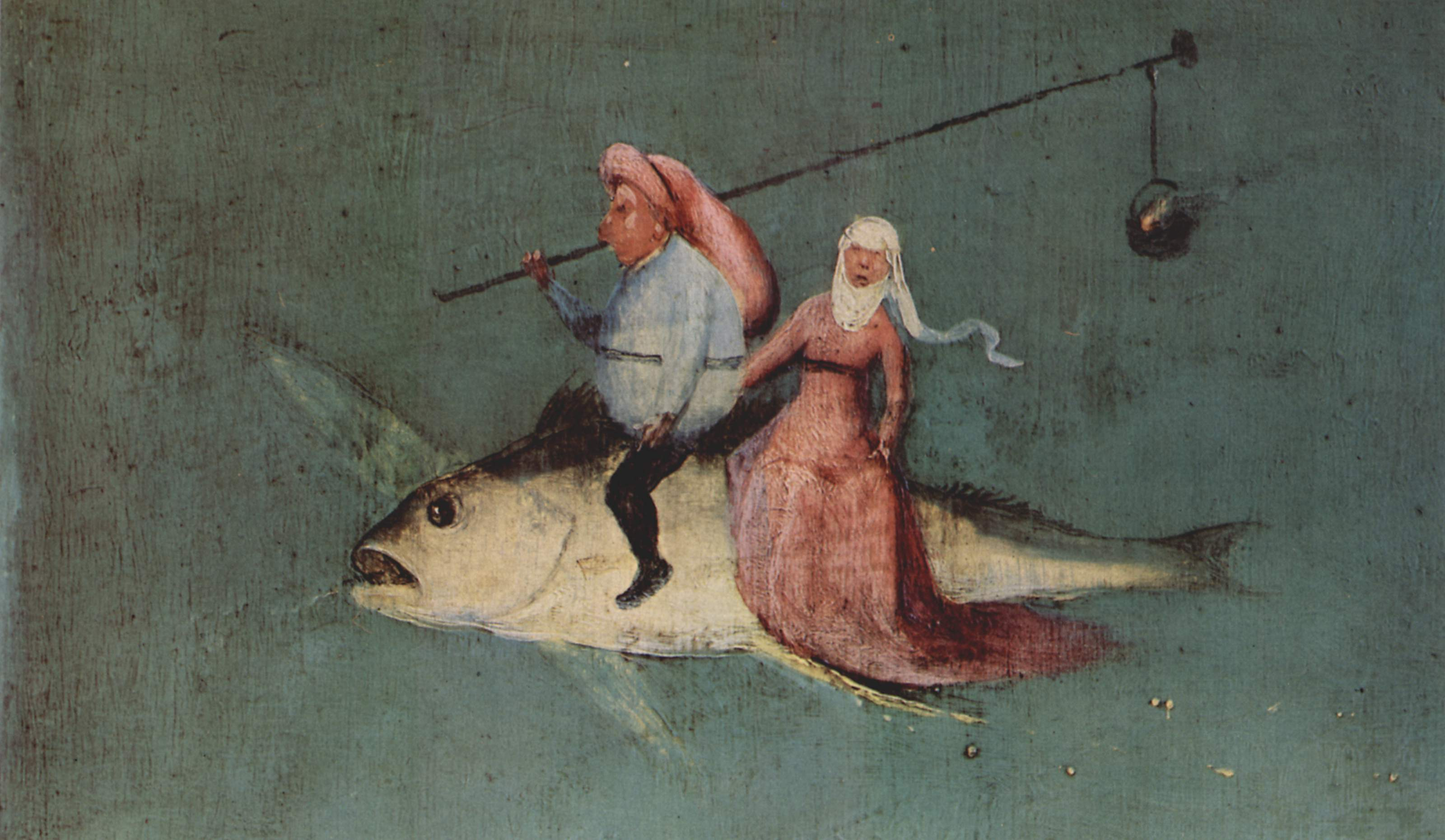
Un detall de la pintura de Hieronymus Bosch